# ديتريش فون شولتيتز
ديتريش فون شولتيتز (في الألمانية: Dietrich von Choltitz ، ولد في 9 نوفمبر تشرين الثاني، عام 1894 قلعة فيزا، سيليسيا - توفي في 5 نوفمبر تشرين الثاني ، عام 1966 في بادن بادن ) جنرال ألماني من المشاة، خدم في الجيش الملكي السكسوني خلال الحرب العالمية الأولى والجيش الألماني خلال الحرب العالمية الثانية . يتم تذكره بشكل رئيسي لدوره كآخر قائد لباريس المحتلة من قبل النازيين عام 1944 ، عندما عصى أوامر أدولف هتلر بتدمير المدينة، وتدمير مناطق الجذب الرئيسية (بما في ذلك برج إيفل ) ، وبدلاً من ذلك سلمها للقوات الفرنسية الحرة عندما دخلوا المدينة في 25 أغسطس. وأكد شولتيز في وقت لاحق أن تحده لأمر هتلر المباشر نابع من عقمه العسكري الواضح ، وعطفه على تاريخ العاصمة الفرنسية وثقافتها ، واعتقاده بأن هتلر أصبح في ذلك الوقت مجنونًا ، بينما تشير مصادر أخرى إلى حقيقة أنه لم يكن لديه سيطرة تُذكر، ولم يكن لديه سيطرة على المدينة بسبب عمليات المقاومة؛ ولذلك لم يكن بالإمكان نتفيذ مثل تلك الأوامر، ونتيجة لذلك كان يطلق عليه في كثير من الأحيان منقذ باريس . في أكتوبر 1944 ، أثناء وجوده في الأسر في إنجلترا ، في محادثة سجلت بدون علمه ، اعترف بمسؤوليته عن إبادة اليهود في الاتحاد السوفياتي خلال الحرب العالمية الثانية.

## النشأة

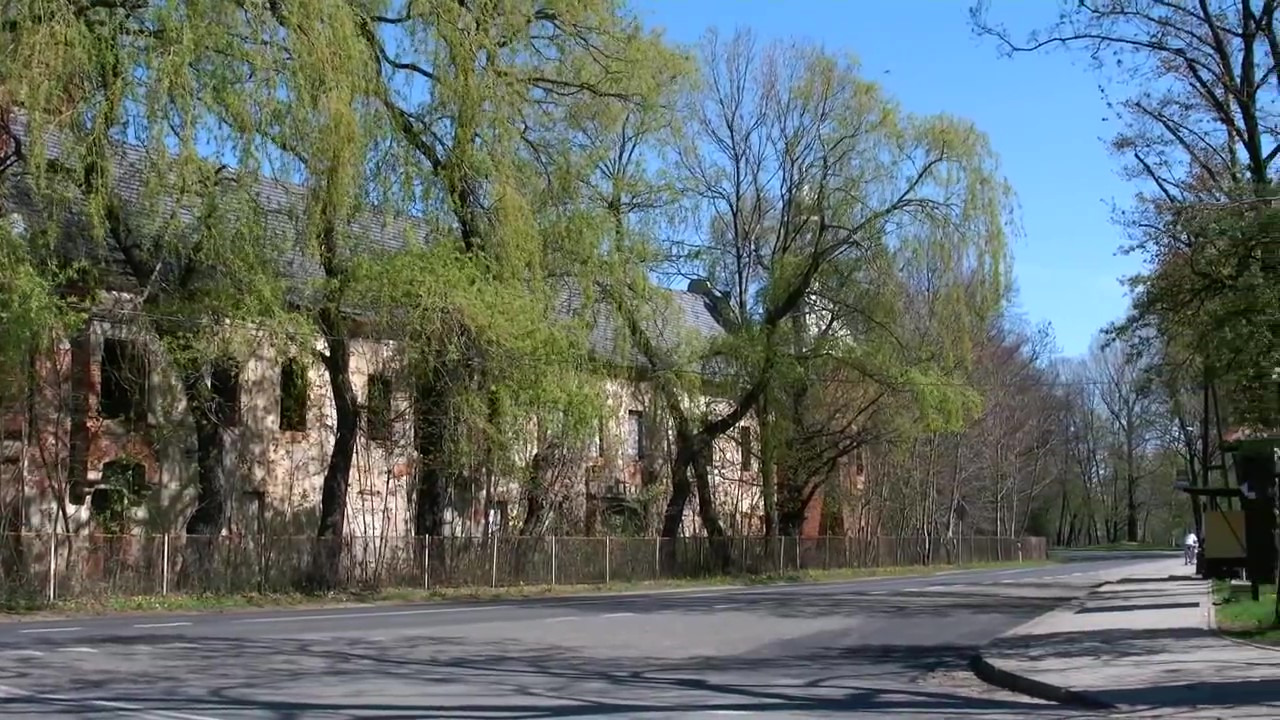
أطلال قعلة العائلة (2012)

ولد شولتيتز في قلعة عائلته في مقاطعة سيليزيا كابن لهانس فون تشولتيتز (1865–1935) ،و الذي كان رائد من الجيش البروسي ، وزوجته الألمانية جيرترود فون روزنبرغ. كان وكان عمه هيرمان فون تشولتيز.

## المهنة العسكرية
في عام 1907 ديتريش فون تشولتيتز بمدرسة درسدن كاديت. في مارس 1914 ، انضم إلى الفوج الثامن من المشاة الملكية السكسونية في لايبزيغ برتبة فهرنريش (فانريش ، بالتوازي مع الضابط). في الحرب العالمية الأولى خدم فون في الجبهة الغربية ؛ لتتم ترقيته إلى ملازم في سبتمبر عام 1914. استمر في الخدمة في الرايخويهر أثناء جمهورية فايمار ، ليصل لرتبة هاوبتمان في سلاح الفرسان عام 1929 . وهكذا ليتدرج بالمراتب العسكرية الألمانية.
بعد الحرب العالمية الأولى ، عاد إلى برودنيك ، حيث تزوج في 20 أغسطس 1929 من هوبرتا (1902-2001) ، ابنة جنرال الفرسان أوتو فون غارنييه . كان لدى الزوجين ابنتان ، ماريا أنجيليكا (مواليد 1930) وآنا باربارا (مواليد 1936) ، وابن تيمو (مواليد 1944). ولقد شارك في احتلال تشيكوسلوفاكيا عام 1938 وغزو بولندا عام 1939 ، حيث قاتل بمدينة وودج .
في مايو عام 1940 ، شارك شولتيتز في معركة روتردام ، حيث قام بهبوط جوي واستولى على بعض الجسور الرئيسية في المدينة. بعد قصف روتردام ، و خلال لقاء مع الهولنديين مناقشة شروط الاستسلام القوات الهولندية في روتردام،أصيب كورت شتودنت بطلق ناري في الرأس. كان كورت يحظى بشعبية كبيرة مع قواته؛ لذا تحركت القوات الألمانية لإعدام الضباط الهولنديين المنتقمين انتقامًا، بيد أن شولتيتز تدخل وتمكن من منع حدوث مذبحة. أكسبته أفعاله خلال الهجوم على روتردام صليب الفارس للصليب الحديدي . في سبتمبر من نفس العام ، تم إعطاؤه قيادة الفوج ، ليرقى لأوبرست.

## روابط خارجية
- ديتريش فون شولتيتز على موقع الموسوعة البريطانية (الإنجليزية)
- ديتريش فون شولتيتز على موقع مونزينجر (الألمانية)